# NIKE
 Denne artikel omhandler overvejende eller alene danske forhold. Hjælp gerne med at gøre artiklen mere almen.
NIKE missilerne hed enten MIM-14 Nike-Hercules (konventionelt sprænghoved), LIM-43 Nike-Zeus (Atomart sprænghoved) eller den lidt ældre og mindre MIM-3 Nike-Ajax (konventionelt sprænghoved).
Batteriernes hovedopgave var at forsvare København mod fjendtlige luftangreb fra stor højde. Missilerne havde desuden en sekundær, og noget mindre kendt, opgave som langtrækkende jord-til-jord missil.
Raketforsvarets var indledningsvist en opgave der blev løst af hærens 10. luftværnsafdeling, hvis batallionsstab var placeret i Avedørelejren. Selve raketforsvaret blev ledet fra Ejbybro Bunkeren i Rødovre. Raketstillingerne var ved Gunderød (Nordsjælland), Kongelunden (Amager), Tune (Roskilde) og Sigerslev (Stevns). I 1962 blev 10. luftværnsafdeling overført til Flyvevåbnet og fik betegnelsen Luftværnsgruppen. Hele systemet blev endeligt udfaset i 1983.
En ældre Nike Hercules raket står i dag udstillet ved Artillerimuseet i Varde.
På Stevnsfortet er udstillet både en NIKE Ajax og NIKE Hercules.
NIKE-Hercules havde en rækkevidde på 140 km, og en hastighed på mach 3,65.

## Steder
| Copenhagen Defense Area: København blev forsvaret af en ring med fire Nikes installationer. |

| Site Name | Missile Type | Defense Area | Site Location | Service Dates | Rader Site                                    | Launch Site                                   | Air Station                                   |
| --------- | ------------ | ------------ | ------------- | ------------- | --------------------------------------------- | --------------------------------------------- | --------------------------------------------- |
| ESK 531   |              | Copenhagen   | Gunderød      | 1959 - 1981   | 55°54′23″N 12°24′48″Ø / 55.90639°N 12.41333°Ø | 55°54′29″N 12°25′51″Ø / 55.90806°N 12.43083°Ø |                                               |
| ESK 532   |              | Copenhagen   | Kongenlunden  | 1959 – 1981   | 55°33′44″N 12°33′59″Ø / 55.56222°N 12.56639°Ø | 55°34′43″N 12°33′32″Ø / 55.57861°N 12.55889°Ø | 55°34′53″N 12°34′07″Ø / 55.58139°N 12.56861°Ø |
| ESK 533   |              | Copenhagen   | Sigerslev     | 1959 – 1981   | 55°19′33″N 12°26′56″Ø / 55.32583°N 12.44889°Ø | 55°18′48″N 12°24′35″Ø / 55.31333°N 12.40972°Ø | 55°19′33″N 12°26′58″Ø / 55.32583°N 12.44944°Ø |
| ESK 534   |              | Copenhagen   | Tune          | 1959 – 1981   | 55°57′19″N 12°10′10″Ø / 55.95528°N 12.16944°Ø | 55°35′33″N 12°08′37″Ø / 55.59250°N 12.14361°Ø |                                               |

 Missile site, Rader site and Air stations  Missile launch control center  Staf/HQ, training and maintenance